# Marine Club FC
El Marine Club FC es un equipo de fútbol de Somalia que ha jugado en la Primera División de Somalia, la liga de fútbol más importante del país.

## Historia
Fue fundado en la ciudad costera de Halmuduh y han sido campeones de la Primera División de Somalia en una ocasión, y han ganado la Copa de Somalia en 2 ocasiones.
A nivel internacional han estado en 2 torneos continentales, en los cuales nunca ha superado una ronda y no juegan en la máxima categoría desde la temporada 2007.

## Palmarés
- Primera División de Somalia: 1

1984
- Copa de Somalia: 2

1979, 1986

## Participación en competiciones de la CAF
| Temporada | Torneo          | Ronda | Club         | Casa | Visita | Global |
| --------- | --------------- | ----- | ------------ | ---- | ------ | ------ |
| 1980      | Recopa Africana | 1     | KCC          | 1-2  | 1-3    | 2-5    |
| 1987      | Recopa Africana | 1     | Gor Mahia FC | 0-2  | 0-3    | 0-5    |